# 第50屆廣播金鐘獎
第50屆廣播金鐘獎是2015年第50屆金鐘獎的一部分，以表揚2015年度傑出的臺灣廣播從業人員。該屆頒獎典禮由中國電視公司承辦，2015年9月19日在臺北市國父紀念館舉行，由聶雲與黃秀娟擔任主持人。

## 過程
本屆金鐘獎提前於9月舉行。
- 文化部影視及流行音樂產業局主辦。
- 全能製作公司製作。
- 製作人由王鈞與焦志方擔任。
- 主視覺由聶永真設計。
- 頒獎典禮司儀旁白由賈培德擔任。
- 本屆廣播金鐘獎報名時間為2015年4月1日～2015年4月15日
- 本屆廣播金鐘獎特別獎推薦時間為2015年4月1日～2015年8月5日
- 2015年8月19日公布廣播金鐘獎入圍名單。

## 廣播類入圍暨得獎名單
下列之標記為該獎項得獎者。

### 廣播金鐘獎評審名單
廣播金鐘獎評審委員會
| - 李艷秋 |

## 外部連結
- 第50屆廣播電視金鐘獎官方網站 （页面存档备份，存于）
- 金鐘五十．響 特別展官方網站 （页面存档备份，存于）
- 【104電視金鐘】視角9：幕後直擊搶先看+新聞集錦 （页面存档备份，存于）.廣播電視金鐘獎 Golden Bell Awards.2015-09-26
- 104年度電視金鐘獎入圍名單 （页面存档备份，存于）.文化部影視及流行音樂產業局2015-08-26
- 104年度電視金鐘獎得獎名單 （页面存档备份，存于）.文化部影視及流行音樂產業局.2015-09-27